# Dolní mlýn (Rohozná)
Dolní mlýn v Rohozné (Bezděkovský mlýn) je zachovalý mlýn v minulosti v okrese Pelhřimov, dnes okres Jihlava, který stojí na kraji obce Rohozná (Rohozná č.p. 36).

## Historie
Vodní mlýny byly v Rohozné historicky dva (Dolní a Horní mlýn). Existence Dolního mlýna je zaznamená od poloviny 18. století. Roku 1759 zde Tomáš Bezděkovský (1705–1761) nechal postavit starý mlýn a požádal vrchnost, aby na něm mohl i s rodinou zůstat, neboť se výstavbou mlýna zadlužil. Již roku 1760 mlýn přebírá Tomášův syn František Bezděkovský řečený "nestor" (1741–1811). K mlýnu tehdy patřila olejna a dvě mlýnská kola. Po celou další dobu existence mlýna zde hospodařil rod mlynářů Bezděkovských.
V roce 1815 byl  Bezděkovský mlýn byl vyvázán z poddanských povinností vyvazovací tabulkou. Od té doby tak již mlynáři Bezděkovští nebyli poddanými v tradičním smyslu, ale mlýn stále podléhal určitým závazkům vůči pelhřimovskému statku. Z uvedeného dokumentu vyplývá že Bezděkovští museli od té doby každoročně odvádět 40 korců žita, 4 korce ječmene a 30 žejdlíků oleje, zatímco pelhřimovská vrchnost byla nadále povinna dodávat stavební materiál (šindel, železo, plech, dříví) a zajišťovat opravy vantroků a čištění kanálů.
V roce 1876 kupuje Josef Bezděkovský nejstarší od Pelhřimova Velký pelhřimovský rybník, později (1877) jej nechává vysušit. V tomto období jeho bratr František (1832-1894) kupuje Horní rohozenský mlýn (původně papírnu) V následujících letech spolu oba bratři vedou komplikovaný vodoprávní spor, v němž se navzájem obviňují z toho, kdo je odpovědný za nedostatek vody na Horním mlýně.
V roce 1902 bylo vybavení mlýna následující: horní vodní kolo o průměru 0,6 m, jedno české mlynářské složení (k pohonu špičáku, hospodářské mlátičky a řezačky), dolní vodní kolo o průměru 4,25 m a šířce 0,9 m pohání střídavě dvě válcové stolice nebo dva jednoduché sloupy).  
V roce 1909 přebírá hospodaření na Dolním rohozenském mlýně Josef Bezděkovský mladší. V roce 1916 provádí zásadní rekonstrukci mlýna. Podstata rekonstrukce spočívala ve výměně dosavadních vodních kol za dvě vodní spirálové Francisovy turbíny, z nich první měla spotřebu 316 l/s a druhá 156 l/s při spádu 5,5 m. Mlýnské zařízení se skládalo ze tří válcových stolic, jednoho francouzského kamene, jednoho špičáku a loupačky s příslušenstvím. Po rekonstrukci se z mlýna stává nejmodernější mlýn v pelhřimovském okrese.
Po druhé světové válce připravuje Josef Bezděkovský nejmladší projekt obnovy rybníka v Rohozné. Zaplavená plocha při stálém vzdutí měla obnášet 25,8360 ha. 31.1.1948 byl projekt schválen, ale vzhledem nepříznivým politickým událostem po komunistickém převratu v únoru 1948 se nakonec výstavba rybníka nekonala. I za nové vnitropolitické situace bylo Josefu Bezděkovskému umožněno na rohozenském mlýně i s rodinou setrvat (ačkoliv pozemky musel vložit do místního JZD). Samotný mlýn zůstal funkční do roku 1962.
Po listopadu 1989 získává mlýn i s většinou původních polností, které k němu v minulosti patřily, vnučka posledního mlynáře Bezděkovského, Věra Řezníčkova, která spolu s manželem zakládá ekologickou farmu Bezděkovský mlýn. V roce 2019 tato farma získává ocenění Bartákův hrnec.

## Přehled majitelů mlýna[2]
- Tomáš Bezděkovský (1705-1761)
- František Bezděkovský "nestor" (1741-1811)
- František Bezděkovský (1769-1825)
- Franz Bezděkovský (1798-1874)
- Josef Bezděkovský (1839-1913)
- Josef Bezděkovský (1873-1949)
- Josef Bezděkovský (1911-1964)